# Torremocha del Campo
Torremocha del Campo – gmina w Hiszpanii, w prowincji Guadalajara, w Kastylii-La Mancha, o powierzchni 141,25 km². W 2011 roku gmina liczyła 240 mieszkańców.